# Yngwie Malmsteen

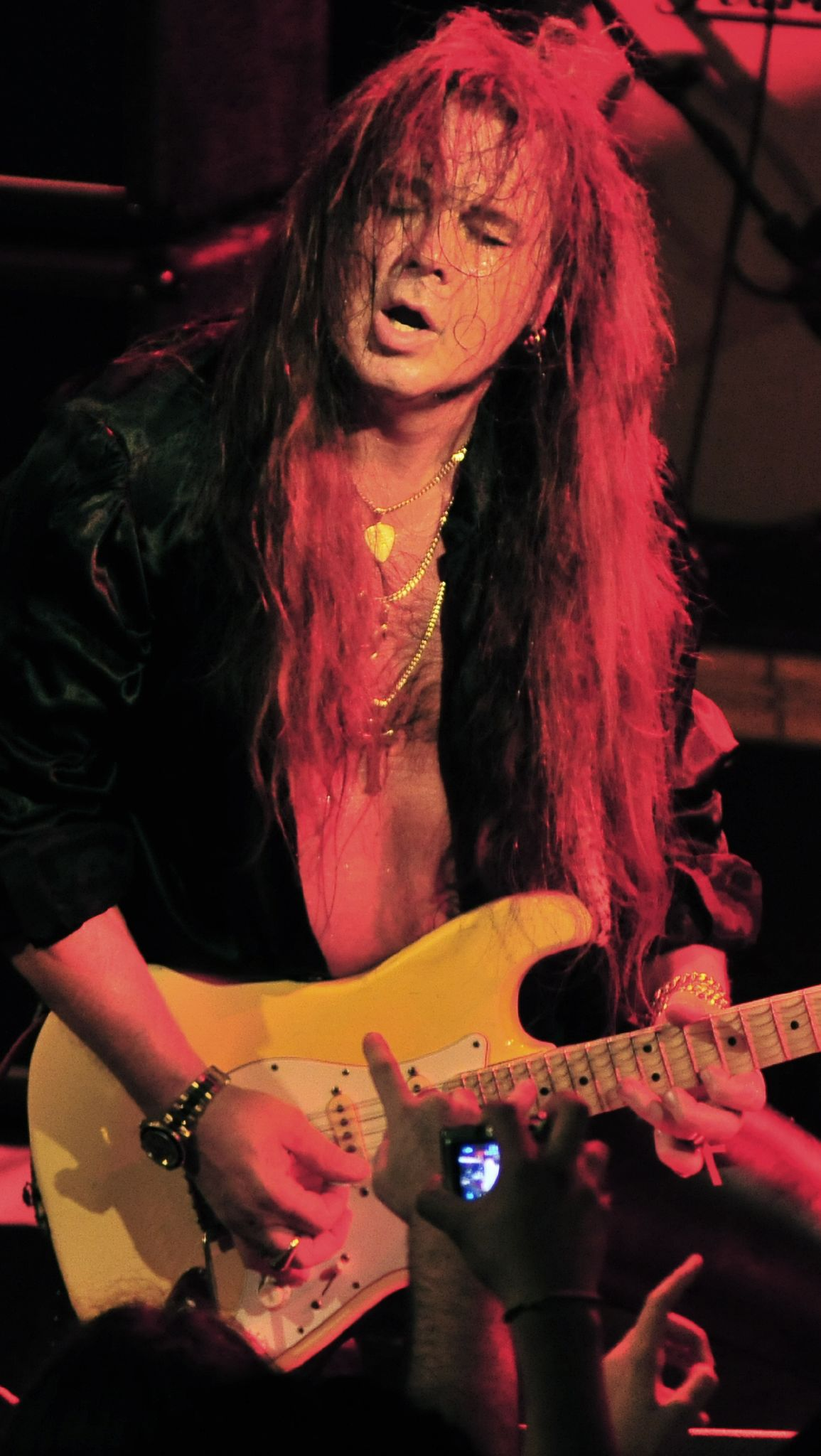
Yngwie Malmsteen in Barcelona (2008)

Yngwie J. Malmsteen (/ˈɪŋveɪ/ /ˈmɑːlmstiːn/) (* 30. Juni 1963 als Lars Johan Yngve Lannerbäck in Stockholm) ist ein schwedischer Gitarrist. Er gilt als wegweisend für die Verwendung von Elementen der klassischen Musik (E-Musik) im Heavy Metal bzw. Hard Rock.

## Leben
Malmsteen wuchs als Kind einer Klempnerfamilie auf und kam früh mit klassischer Musik in Berührung. Mit sieben Jahren begann er elektrische Gitarre zu spielen, nachdem er, wie Joe Satriani, am Todestag Jimi Hendrix’ einen Fernsehbericht über dessen exzessive Shows sah. Als Teenager begann er Ritchie Blackmore zu imitieren und seine Soli Note für Note nachzuspielen. Die Deep-Purple-Alben Burn und Fireball prägten ihn stark und Malmsteen bezeichnete Blackmore in Interviews als sein größtes Vorbild.
Als er Deep-Purple-, Rainbow- und Scorpions-Alben nachspielen konnte, entwickelte Malmsteen ein Interesse an der Musik von Johann Sebastian Bach und Niccolò Paganini, neben Ludwig van Beethoven seine größten klassischen Einflüsse. Durch das Spiel der Werke Bachs und Paganinis, insbesondere der vierundzwanzig Capricci, entwickelte Malmsteen seine eigenen Spielelemente aus langen Skalenläufen wie z.Bsp. harmonisch Moll und Skalen im phrygischen Modus und in alterierter Skala, was zu dieser Zeit ungewöhnlich war und innerhalb der populären Musik fast nur im Fusion-Jazz eingesetzt wurde. Neben der Verbindung von Blackmores bluesigem Stil mit den schnellen Arpeggien und Tonleitern des Barock entwickelte Malmsteen seine hohe Spielgeschwindigkeit. Malmsteen nennt neben Blackmore und Hendrix auch Uli Jon Roth, Allan Holdsworth, Rush und Genesis als seine musikalischen Haupteinflüsse, die in seinem Album Inspiration von 1996 deutlich werden.
Im Jahr 1982 zog Malmsteen in die USA, nachdem Mike Varney von Shrapnel Records durch ein Demo auf den jungen Schweden aufmerksam geworden war. Er spielte in den folgenden Jahren in verschiedenen Bands, unter anderem bei Steeler auf ihrem gleichnamigen Album (1983) und bei Alcatrazz, auf deren Debüt No Parole from Rock’n’Roll und auf Live Sentence, einem Live-Album. 1984 verließ er Alcatrazz wieder und machte Platz für Steve Vai. Danach begann Malmsteen seine Solokarriere. Malmsteens erstes Soloalbum, Rising Force, wurde 1984 für einen Grammy in der Kategorie Best Rock Instrumental nominiert und erreichte Platz 60 der Billboard-Alben-Charts. Ähnlich erfolgreich war auch dessen Nachfolger Marching Out im Jahre 1985. Auf beiden Alben sang Jeff Scott Soto. Sein drittes Album Trilogy erschien im Jahre 1986, Sänger war Mark Boals. Malmsteens Stil wurde Mitte der 1980er Jahre als Neoclassical bezeichnet, und sein Erfolg ebnete den Weg für andere Künstler, unter anderem Paul Gilbert, Tony MacAlpine und Vinnie Moore. Als Shredding-Virtuose zählte er zu den Pionieren.
Im Jahr 1987 stieß der ehemalige Rainbow-Sänger Joe Lynn Turner hinzu, und zusammen mit ihm veröffentlichte Malmsteen sein viertes und bis dato erfolgreichstes, aber auch kommerzielleres Album, Odyssey, aus dem die Single Heaven Tonight ausgekoppelt wurde. Die Aufnahmen zu diesem Album wurden allerdings durch einen schweren Autounfall unterbrochen, bei dem Malmsteen mit seinem Jaguar XK-E gegen einen Baum fuhr und für drei Wochen ins Koma fiel. Während der ebenfalls Odyssey betitelten Tournee wurden in der Sowjetunion mehrere Konzerte aufgezeichnet und 1989 unter dem Namen Trial by Fire veröffentlicht. Malmsteen ist in Russland einer der erfolgreichsten westlichen Künstler: Er spielte in Leningrad das größte Konzert, das ein westlicher Künstler zu Zeiten des eisernen Vorhangs je hatte, und verkaufte allein in Russland über 27 Millionen Tonträger. Ende 1988 baute die amerikanische Gitarrenbaufirma Fender für Malmsteen ein Stratocaster-E-Gitarren-Modell, womit er nach Eric Clapton der zweite Gitarrist war, für den Fender ein Custom-Instrument herstellte. Seit 2007 ist es in der dritten überarbeiteten Version erhältlich.
In den 1990er-Jahren veröffentlichte Malmsteen die Alben Eclipse (1990), Fire and Ice (1992) und The Seventh Sign (1994), die aber in den USA keinen Anklang fanden. Malmsteen wechselte zum japanischen Plattenlabel Pony Canyon und spielte die Alben Magnum Opus (1995), Inspiration (1996), Facing the Animal (1997), LIVE! (1998), Concerto Suite for Electric Guitar and Orchestra E flat Minor, Opus 1 (1998) und Alchemy (1999) ein. Sie wurden erst im Jahr 2000 von der amerikanischen Plattenfirma Spitfire veröffentlicht. In Europa und Japan war Malmsteen stets erfolgreicher, so stieg sein Album Fire and Ice mit Sänger Göran Edman 1992 auf Platz 1 der japanischen Charts.
Im Jahr 2000 veröffentlichte Malmsteen das Album War to End All Wars; kurz danach verließ der Sänger Mark Boals die Band und wurde durch den ehemaligen Sänger von Ark, Jørn Lande, ersetzt. Dieser verließ die Band kurz vor Erscheinen des nächsten Albums, Attack, wieder. Er wurde seinerseits von Doogie White (Ex-Rainbow) ersetzt. 2003 spielte Malmsteen zusammen mit Steve Vai und Joe Satriani in dem All-Star-Gitarristenprojekt G3 und ging zusammen mit ihnen auf Tour. 2005 veröffentlichte Malmsteen Unleash the Fury. Im gleichen Jahr erschien auch das Radioactive-Album Taken, an dem Malmsteen mitgearbeitet hatte. Im Februar 2008 wurde Tim „Ripper“ Owens (Ex-Judas-Priest, Ex-Iced-Earth) als neuer Sänger vorgestellt. Er ersetzte Doogie White, der nach fast sieben Jahren die Band verließ.

## Stil
Malmsteens musikalischer Stil hat in den 1980er-Jahren viele Gitarristen im Heavy-Rock-Genre beeinflusst – insbesondere seine von klassischer Musik (z. B. Ludwig van Beethoven, Johann Sebastian Bach) inspirierte Spieltechnik, die vor seiner Wirkungszeit schon in Ansätzen bei Uli Jon Roth und Ritchie Blackmore zu hören war, galt als neuartig. Sie ist vor allem von der so genannten Sweep-Picking- und Legato-Technik gekennzeichnet, die er oft für klassische Arpeggien verwendet, sowie durch klassische Skalen.
Malmsteen spielt ein auf seine Spielweise angepasstes Stratocaster-Modell mit einem so genannten „scalloped fretboard“ – einem Griffbrett, das zwischen den Bünden konkav ausgefeilt ist, so dass Finger und Saiten beim Spielen keinen Kontakt mit dem Holz haben. Malmsteen bezeichnete dieses Spielgefühl als für ihn persönlich ideal. Auch John McLaughlin nutzte in den 1970ern Gitarren mit ausgefeiltem Griffbrett, Ritchie Blackmore tut das bis heute. Die Sky Guitar von Uli Jon Roth hat ebenfalls ein ausgefeiltes Griffbrett. Malmsteen arbeitet vorwiegend mit einem 1984er Roland DC-10 analogen Echo.

## Diskografie

### Mit Steeler
- 1983: Steeler
- 2005: Metal Generation – The Anthology

### Mit Alcatrazz
| Jahr | Titel                        | Höchstplatzierung, Gesamtwochen, AuszeichnungChartsChartplatzierungen (Jahr, Titel, Platzierungen, Wochen, Auszeichnungen, Anmerkungen) | Anmerkungen |
| Jahr | Titel                        | US | Anmerkungen |
| ---- | ---------------------------- | --- | ----------- |
| 1983 | No Parole from Rock ’n’ Roll | US128 (18 Wo.)US |             |
| 1985 | Disturbing The Peace         | US145 (16 Wo.)US |             |
| 1984 | Live Sentence                | US133 (10 Wo.)US |             |

Weitere Alben
- 1984: Metallic Live ’84 – VHS
- 1998: The Best of Alcatrazz
- 2010: Live ’83

### Mit G3
- 2014: G3: Rockin' in the Free World

### Soloalben

#### Studioaufnahmen
| Jahr | Titel                                            | Höchstplatzierung, Gesamtwochen, AuszeichnungChartplatzierungen (Jahr, Titel, Platzierungen, Wochen, Auszeichnungen, Anmerkungen) | Höchstplatzierung, Gesamtwochen, AuszeichnungChartplatzierungen (Jahr, Titel, Platzierungen, Wochen, Auszeichnungen, Anmerkungen) | Höchstplatzierung, Gesamtwochen, AuszeichnungChartplatzierungen (Jahr, Titel, Platzierungen, Wochen, Auszeichnungen, Anmerkungen) | Höchstplatzierung, Gesamtwochen, AuszeichnungChartplatzierungen (Jahr, Titel, Platzierungen, Wochen, Auszeichnungen, Anmerkungen) | Höchstplatzierung, Gesamtwochen, AuszeichnungChartplatzierungen (Jahr, Titel, Platzierungen, Wochen, Auszeichnungen, Anmerkungen) | Anmerkungen |
| Jahr | Titel                                            | DE | CH | UK | US | SE | Anmerkungen |
| ---- | ------------------------------------------------ | --- | --- | --- | --- | --- | ----------- |
| 1984 | Rising Force                                     | — | — | — | US60 (43 Wo.)US | SE14 (5 Wo.)SE |             |
| 1985 | Marching Out                                     | — | — | — | US54 (28 Wo.)US | SE9 (4 Wo.)SE |             |
| 1986 | Trilogy                                          | — | — | — | US44 (23 Wo.)US | SE18 (3 Wo.)SE |             |
| 1988 | Odyssey                                          | — | CH17 (3 Wo.)CH | UK27 (7 Wo.)UK | US40 (18 Wo.)US | SE7 (7 Wo.)SE |             |
| 1990 | Eclipse                                          | DE31 (10 Wo.)DE | CH15 (7 Wo.)CH | UK43 (2 Wo.)UK | US112 (6 Wo.)US | SE12 (4 Wo.)SE |             |
| 1992 | Fire & Ice                                       | — | CH30 (3 Wo.)CH | UK57 (1 Wo.)UK | US121 (5 Wo.)US | SE11 (4 Wo.)SE |             |
| 1994 | The Seventh Sign                                 | — | CH47 (1 Wo.)CH | — | — | SE11 (4 Wo.)SE |             |
| 1995 | Magnum Opus                                      | — | — | — | — | SE17 (2 Wo.)SE |             |
| 1996 | Inspiration                                      | — | — | — | — | SE35 (2 Wo.)SE | Coveralbum  |
| 1997 | Facing the Animal                                | — | — | — | — | SE39 (2 Wo.)SE |             |
| 1998 | Concerto Suite for Electric Guitar and Orchestra | — | — | — | — | — |             |
| 1998 | Alchemy                                          | — | — | — | — | — |             |
| 2000 | War to End All Wars                              | — | — | — | — | — |             |
| 2002 | Attack!!                                         | — | — | — | — | SE37 (1 Wo.)SE |             |
| 2005 | Unleash the Fury                                 | — | — | — | — | — |             |
| 2008 | Perpetual Flame                                  | — | — | — | — | SE52 (1 Wo.)SE |             |
| 2008 | Angels of Love                                   | — | — | — | — | — |             |
| 2010 | Relentless                                       | — | — | — | — | — |             |
| 2012 | Spellbound                                       | — | — | — | — | — |             |
| 2016 | World on Fire                                    | — | — | — | — | — |             |
| 2019 | Blue Lightning                                   | — | CH35 (2 Wo.)CH | — | — | — |             |
| 2021 | Parabellum                                       | DE100 (1 Wo.)DE | CH19 (1 Wo.)CH | — | — | — |             |
| 2025 | Tokyo Live                                       | — | CH75 (… Wo.)CH | — | — | — |             |

Weitere Veröffentlichungen
- 1978: Powerhouse (Demo)
- 1981: 1981 Demo (Demo)
- 1994: I Can’t Wait (EP)
- 1998: Concerto Suite for Electric Guitar and Orchestra in E Flat Minor, Opus 1 – Klassik-Version
- 1998: Concerto Suite for Electric Guitar and Orchestra in E Flat Minor, Opus 1 – Rock-Version
- 1999: Alchemy
- 2000: War to End All Wars
- 2002: Birth of the Sun
- 2002: The Genesis
- 2002: Attack!!
- 2005: Unleash the Fury
- 2009: Angels of Love (Instrumentalalbum)
- 2010: Relentless
- 2012: Spellbound
- 2016: World on Fire

#### Livealben/Kompilationen/Videoalben
| Jahr | Titel                            | Höchstplatzierung, Gesamtwochen, AuszeichnungChartplatzierungen (Jahr, Titel, Platzierungen, Wochen, Auszeichnungen, Anmerkungen) | Höchstplatzierung, Gesamtwochen, AuszeichnungChartplatzierungen (Jahr, Titel, Platzierungen, Wochen, Auszeichnungen, Anmerkungen) | Höchstplatzierung, Gesamtwochen, AuszeichnungChartplatzierungen (Jahr, Titel, Platzierungen, Wochen, Auszeichnungen, Anmerkungen) | Höchstplatzierung, Gesamtwochen, AuszeichnungChartplatzierungen (Jahr, Titel, Platzierungen, Wochen, Auszeichnungen, Anmerkungen) | Höchstplatzierung, Gesamtwochen, AuszeichnungChartplatzierungen (Jahr, Titel, Platzierungen, Wochen, Auszeichnungen, Anmerkungen) | Anmerkungen |
| Jahr | Titel                            | DE | CH | UK | US | SE | Anmerkungen |
| ---- | -------------------------------- | --- | --- | --- | --- | --- | ----------- |
| 1989 | Trial by Fire: Live in Leningrad | — | — | UK65 (1 Wo.)UK | US128 (8 Wo.)US | SE31 (2 Wo.)SE |             |
| 1998 | Double Live                      | — | — | — | — | — |             |
| 2002 | The Genesis                      | — | — | — | — | — |             |

Weitere Veröffentlichungen
- 1985: Rising Force Live ’85 (VHS)
- 1991: The Yngwie Malmsteen Collection (CD, VHS)
- 1993: Leo Fender Benefit Live (VHS)
- 1994: Live at Budokan (VHS)
- 1994: Instrumental Best Album (Best-of-Kompilation)
- 1996: Inspiration (Best-of-Kompilation)
- 1997: Facing the Animal Demos
- 1998: LIVE !! (CD, VHS, DVD)
- 1998: Live in Brazil 1998
- 2000: Anthology 1994–1999
- 2000: The Best of 1990–1999
- 2000: Concerto Suite Live
- 2000: Concerto Suite Live from Japan (DVD)
- 2000: Video Clips (VHS, VCD)
- 2001: Archives (8-CD-Box)
- 2001: Double Live
- 2002: Rising Force – Birth of the Sun (Best-of-Kompilation)
- 2002: The Genesis (Best-of-Kompilation)
- 2002: Concerto Suite for Electric Guitar and Orchestra in E Flat Minor Live With The New Japan Philharmonic (DVD, nur Japan)
- 2002: The Young Person’s Guide to the Classic 1
- 2002: The Young Person’s Guide to the Classic 2
- 2005: Concerto Suite for Guitar and Orchestra (DVD)
- 2005: 20th Century Masters – The Millennium Collection: The Best of Yngwie Malmsteen (Best-of-Kompilation)
- 2006: Complete Box Polydor Years (Box-Set, nur Japan)
- 2006: Far Beyond the Sun (DVD)
- 2006: Arpeggio: The Ultimate Guitar (VCD)
- 2008: Far Beyond the Rising Sun (Best-of-Kompilation)
- 2008: Play Loud
- 2009: High Impact (Best-of-Kompilation)
- 2009: Live Animal (DVD)
- 2009: Live in Korea (DVD)
- 2010: Raw Live (DVD)
- 2014: Live in Tampa (CD & DVD)

#### Singles/EPs
| Jahr | Titel Album      | Höchstplatzierung, Gesamtwochen, AuszeichnungChartplatzierungen (Jahr, Titel, Album, Platzierungen, Wochen, Auszeichnungen, Anmerkungen) | Höchstplatzierung, Gesamtwochen, AuszeichnungChartplatzierungen (Jahr, Titel, Album, Platzierungen, Wochen, Auszeichnungen, Anmerkungen) | Höchstplatzierung, Gesamtwochen, AuszeichnungChartplatzierungen (Jahr, Titel, Album, Platzierungen, Wochen, Auszeichnungen, Anmerkungen) | Höchstplatzierung, Gesamtwochen, AuszeichnungChartplatzierungen (Jahr, Titel, Album, Platzierungen, Wochen, Auszeichnungen, Anmerkungen) | Höchstplatzierung, Gesamtwochen, AuszeichnungChartplatzierungen (Jahr, Titel, Album, Platzierungen, Wochen, Auszeichnungen, Anmerkungen) | Anmerkungen                                                                                      |
| Jahr | Titel Album      | DE | CH | UK | US | SE | Anmerkungen                                                                                      |
| ---- | ---------------- | --- | --- | --- | --- | --- | ------------------------------------------------------------------------------------------------ |
| 1988 | Heaven Tonight – | — | — | UK86 (5 Wo.)UK | — | — | EP; enthält die Lieder Heaven Tonight, Riot in the Dungeons, Rising Force & Trilogy Opus Suite 5 |
| 1994 | I Can’t Wait –   | — | — | — | — | — | EP                                                                                               |

Weitere Singles
- 1985: I’ll See the Light Tonight / Far Beyond the Sun / I’m a Viking (Rising Force Studio / Live ’85) (Maxi-Single)
- 1985: I’m a Viking / Don’t Let It End
- 1986: Fire / Cryin’ (Promo-Single)
- 1986: Save Your Love / Motherless Child
- 1990: Making Love (Single Edit) / Making Love (Extended Guitar Mix) / Eclipse
- 1992: Dragonfly (US-Promo-Single)
- 1992: Teaser (Single Version) (Promo-Single-CD)
- 1994: I Can’t Wait / Aftermath / Rising Force (Live at Budokan ’94) / Far Beyond the Sun (Live at Budokan ’94) / Power and Glory (Takada’s Theme) (EP, nur Japan)
- 1994: Takada’s Theme (complete) / Takada’s Theme (stadium edit) / The Seventh Sign (EP: Power and Glory) (nur Japan)
- 1994: Carry On Wayward Son (Promo-Single-CD, nur Japan)

### Lehrvideos
- 1991: REH Master Series
- 1995: Play Loud – The Basics
- 2000: Full Shred [Play Loud Series]

### Projekte
- 2005: G3 Live in Denver mit Joe Satriani und Steve Vai

### Gastauftritte (Auswahl)
Rechts stehen die Songs, an denen er beteiligt war.
- 1986: Hear ’n Aid – Stars
- 1988: Tone Norum (schwedische Sängerin): This Time – Point of No Return
- 1996: Jeff Scott Soto: Human Clay – Jealousy
- 1996: Saxon: The Eagle Has Landed II – Denim and Leather (Gitarrensolo)
- 1996: Carmine Appice & Others: Guitar Zeus – This Time Around
- 1997: Johansson: Sonic Winter – All Opposable Thumbs und Enigma Suite
- 1999: MVP: Windows – Say a Prayer
- 2003: Derek Sherinian: Black Utopia
- 2005: Radioactive: Taken
- 2005: Violent Storm: Violent Storm
- 2006: Derek Sherinian: Blood of the Snake

#### Kompilationen
- 1994: Smoke on the Water: A Tribute to Deep Purple – Speed King und Lazy
- 1997: Dragon Attack: A Tribute to Queen – Keep Yourself Alive
- 1999: Tribute To Aerosmith: Not The Same Old Song And Dance – Dream On
- 2000: Bat Head Soup: A Tribute to Ozzy Osbourne – Mr. Crowley
- 2000: Black Night: Deep Purple Tribute – Burn
- 2000: Tribute to AC/DC – Back in Black
- 2000: A Tribute to Van Halen: 2000 – Light Up the Sky

## Auszeichnungen für Musikverkäufe
| Goldene Schallplatte - Japan - 1992: für das Album Fire & Ice - 1995: für das Album Magnum Opus - 1996: für das Album Inspiration - 1997: für das Album Facing the Animal | Platin-Schallplatte - Japan - 1995: für das Album The Seventh Sign |

Anmerkung: Auszeichnungen in Ländern aus den Charttabellen bzw. Chartboxen sind in ebendiesen zu finden.
| Land/RegionAuszeichnungen für Musikverkäufe (Land/Region, Auszeichnungen, Verkäufe, Quellen) | Gold     | Platin  | Verkäufe | Quellen    |
| -------------------------------------------------------------------------------------------- | -------- | ------- | -------- | ---------- |
| Japan (RIAJ)                                                                                 | 4× Gold4 | Platin1 | 600.000  | riaj.or.jp |
| Insgesamt                                                                                    | 4× Gold4 | Platin1 |          |            |

## Computerspiel
- Guitar Moves (mit Musik von Malmsteen)